# インド最高裁判所
インド最高裁判所（インドさいこうさいばんしょ、英: Supreme Court of India, Apex Court of India）は、インド憲法下における最上級上訴裁判所であり、違憲審査権を有する最上級の裁判所である。最高裁判所長官及びその他30人の裁判官で構成されており、第一審及び上訴審の管轄権や、大統領の諮問に対して意見を述べる助言管轄権など、広範な権限を有している。
国の最上級上訴裁判所として、主に各州の高等裁判所やその他の裁判所の裁判に対する上訴を取り扱う。市民の基本権を保護し、州間の紛争の解決を行う。さらに、諮問機関として、特に憲法問題とされる事項について大統領からの諮問を受ける。申立てのない事項について職権で取り上げることもある。最高裁判所が宣言した法は、国内すべての裁判所を拘束し、また、連邦及び州政府により強制されるようになる。 インド憲法142条により、最高裁判所の判決を執行するのは、大統領の職務とされる。

## 歴史
1861年、1861年インド高等裁判所法が施行された。同法により、各州に高等裁判所が設置されると同時に、カルカッタ、マドラス及びボンベイの最高裁判所、並びに、各管区の最上級裁判所の機能を有していた“sadar adalat”が廃止された。新しい高等裁判所は、1935年インド統治法に基づくインド連邦裁判所（Federal Court of India）が設置されるまで、全事件の最上級裁判所としての機能を有していた。連邦裁判所は、州間の紛争を解決し、高等裁判所の判決に対する上訴を扱った。
インド最高裁判所は、1950年1月28日に新設された。 これにより、当時のインドにおける裁判所制度の頂点にあったインド連邦裁判所と枢密院司法委員会が廃止された。
最高裁判所は、当初、1937年から1950年まで従前のインド連邦裁判所が置かれていた国会議事堂内の“Chamber of Princes”に置かれた。初代最高裁判所長官は、H.J.Kaniaである。1958年、現在の所在地に移動した。 インド憲法においては、最高裁判所は1人の長官と7人の裁判官で構成することが想定されているが、この人数を増やすことは議会に委ねられている。初期のころは、1年で28日間、朝の10時から12時と午後2時から4時まで開かれていた。

## 裁判所庁舎

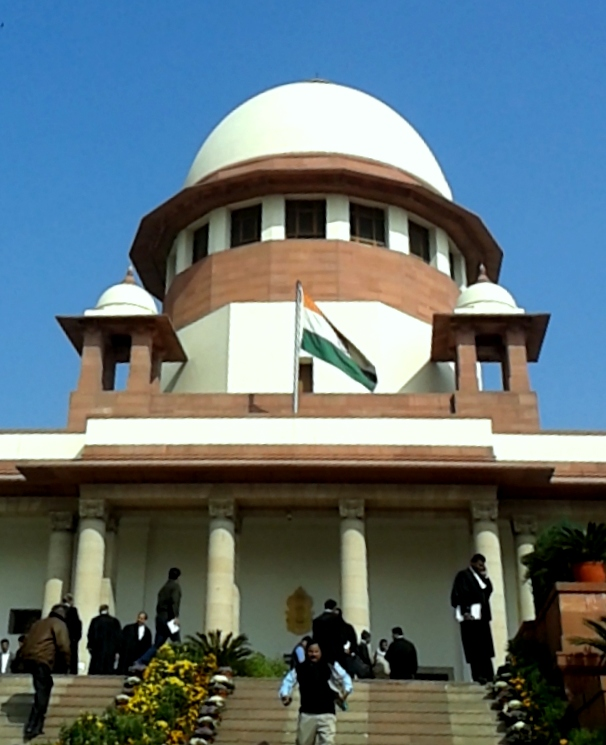
最高裁判所長官の法廷が置かれている中央棟

最高裁判所の庁舎は、正義の秤を象徴する形をしており、秤の棹の真ん中部分の中央棟には大法廷があり、その両側に2つの法廷がある。建物の右翼には法務長官や法務官の事務所と裁判所図書館が入っており、左翼には裁判所の事務局がある。建物内には、全部で15の法廷がある。

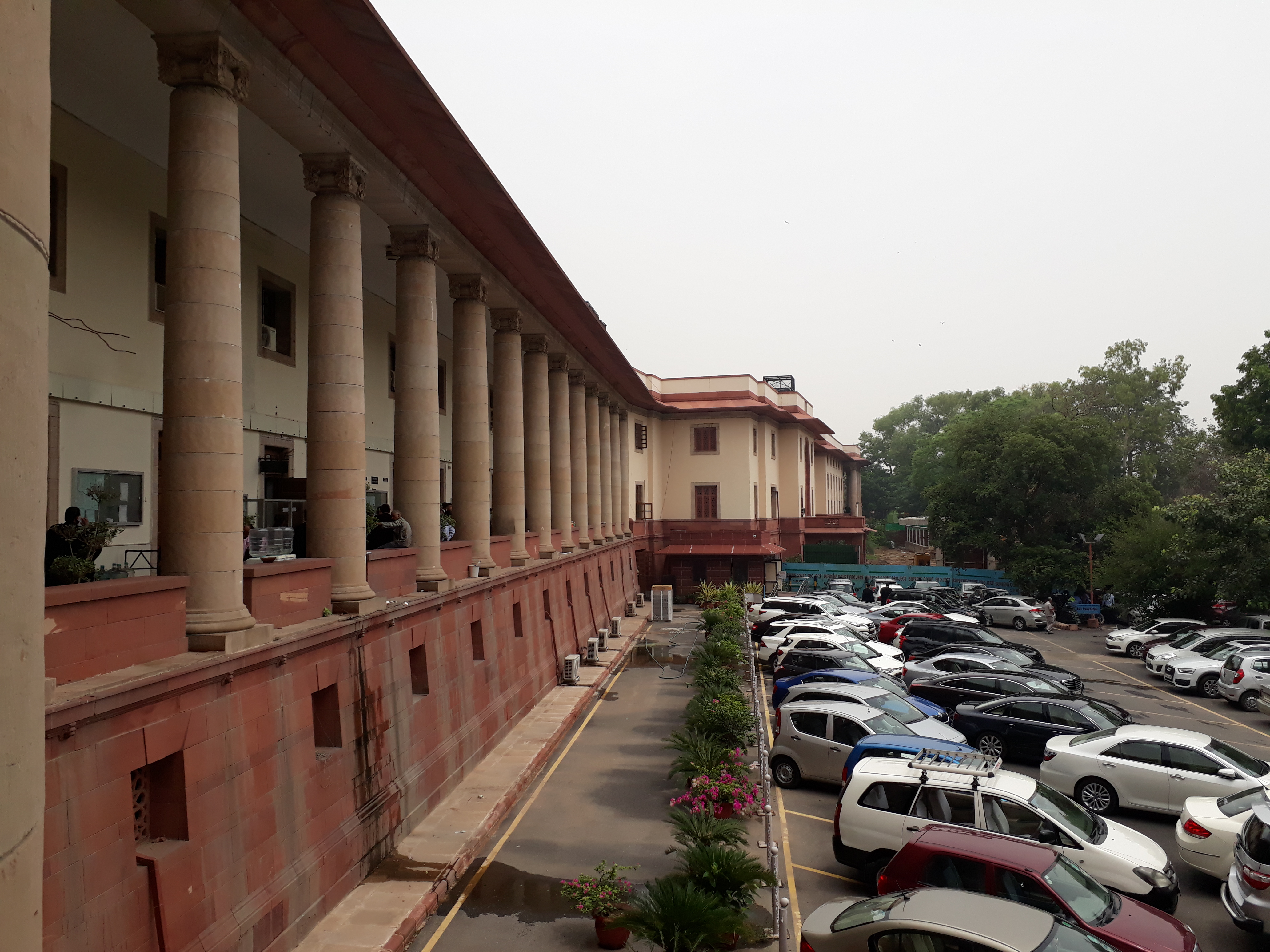
最高裁判所左翼

建物の土台石は、1954年10月29日、インドの初代大統領ラージェーンドラ・プラサードによって置かれた。建物の中心ブロックは、17エーカーの三角形の区画の上に建築されており、主任建築家であったGanesh Bhikaji Deolalikar（インド人初の中央公共事業局長官でもある）により、インド・サラセン様式でデザインされた。27.6メートルの高さのドームと、広々とした列柱のあるベランダを有している。1979年、新しい東西の両翼が増築され、1944年、最後の増築が行われた。

### 母子の彫刻
1980年2月20日、最高裁判所の芝生に、高さ210センチメートルの銅像が設置された。この銅像は、女性の形をしたマザーインディア（Bharat Mata）を表しており、子供に象徴された若いインド共和国を守り、開かれた本で象徴された国法を擁護している。本には秤が示されており、全ての者に対して公正を与えることを表している。銅像は、Chintamoni Karによって作られ、マハトマ・ガンディーの象のすぐ後ろに設置されている。

### 印章
裁判所の印章のデザインは、アショーカの獅子柱頭に付いている24本のスポークをもつ車輪から作られている。その銘文は、サンスクリット語でयतो धर्मस्ततो जयः (IAST: Yato Dharmastato Jayaḥ）である。これもまた、正義、あらゆる真理、善、平等を表している。

## 裁判所の組織

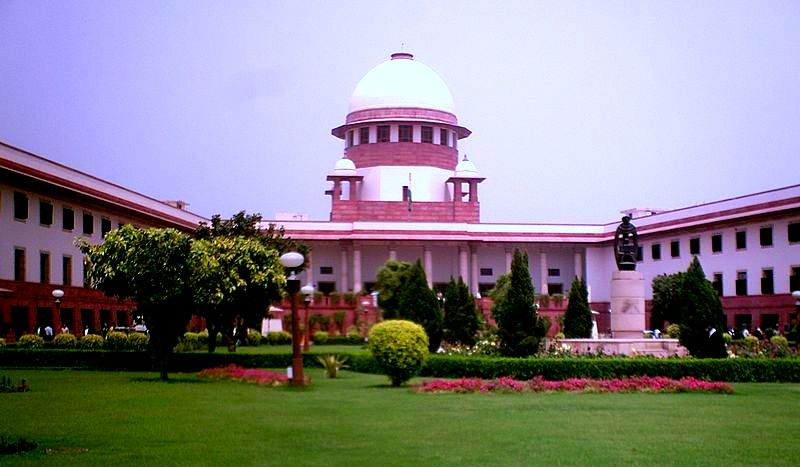
最高裁判所庁舎と前に置かれた彫刻

### 事務官
最高裁判所の事務局の長は事務総長であり、事務総長を補佐する8人の事務官と数名の補佐官等、官報公告された上級公務員221人を含む1,770人の事務員がいる。 憲法146条では、最高裁判所事務局の事務官や公務員の任命について規定している。

### 最高裁判所弁護士
2013年最高裁判所規則では、最高裁判所に登録された「Advocate-on-Record」と呼ばれる弁護士のみが当事者のために出廷、弁論、申立等を行うことができる。 最高裁判所や高等裁判所により「senior advocate」と指定された弁護士が、Advocate-on-Recordと共に依頼者のために出廷することができる。それ以外の弁護士は、Advocate-on-Recordと共に、またはその指導の下で当事者のために出廷することができる。

## 構成

### 法廷の大きさ
インド憲法により最高裁判所が設置された当初は、最高裁判所長官及び7人の裁判官で構成されていた。初期のころは、大法廷が開かれて事件が審理されていたが、最高裁判所の業務が増加し、事件が蓄積し始めたのに伴い、議会は、裁判官の人数を1950年当初の8人から、1956年に10人に、1960年に13人に、1977年に17人に、1986年に26人に、2008年に31人に増加した。裁判官の人数が増えたのに伴い、2人か3人の小法廷が開かれるようになり、法律上の根本的な問題の解決が求められる場合は、5人以上が大法廷に集まるようになった。小法廷は、必要に応じて、事件を大法廷に回付することができる。

### 裁判官の資格
インド憲法124条の規定では、65歳以下のインド市民で、次のいずれかの要件を満たす者は、最高裁判所裁判官の資格を有すると規定されている。
- 高等裁判所で5年以上裁判官を務めた
- 高等裁判所で10年以上弁護士を務めた
- 大統領により顕著な功績がある裁判官と認められた

### 裁判官の属性
私は、インドを誇りに思います。インドは、私のような、人口167,000人のマイノリティであるパールシーが最高裁判所長官になることを望むことができる唯一の国です。これは、どの隣国でもありえないことです。
—元最高裁判所長官S. H. Kapadia、
実際には、最高裁判所裁判官は、今までほとんどが高等裁判所裁判官の中から選ばれてきた。2014年までに、S. M. Sikri、S. Chandra Roy、Kuldip Singh、Santosh Hegde、R. F. Nariman、U. U. Lalit、L. Nageswara Rao、Indu Malhotraの7名のみが、弁護士から直接裁判官に選ばれた。
最高裁判所で最初の女性裁判官は、1989年に就任したM. Fathima Beeviである。 7人目で、かつ、2014年の時点で最も新しい女性裁判官は、Indu Malhotraである。1968年には、ムハンマド・ヒダーヤトゥッラーがムスリム初の最高裁判所長官になった。2000年には、K. G. Balakrishnanが初の不可触民出身の裁判官となり、2007年には、初の不可触選民出身の最高裁判所長官になった。2010年には、S. H. Kapadiaがパールシー出身の最高裁判所長官となった。2017年には、Jagdish Singh Kheharがシク教徒初の最高裁判所長官となった。Indu Malhotraは、初の弁護士出身女性裁判官である。

## 司法の独立
憲法は、あらゆる方法で最高裁判所裁判官の独立を保障するよう求めている。国家政策に関する指導原理（Directive Principles of State Policy）を規定した憲法50条において、国は、裁判官を行政から隔離する措置を講ずべきことを定めている。裁判官の独立、憲法の優越及び法の支配は、憲法の根幹をなす特徴である。最高裁判所と高等裁判所は、行政、立法、市民等による、裁判所や憲法を軽視した行為を含む、不法の疑いに関する正式な申立てがなくても、職権事項（suo moto cases）について枠組みを示す権限を与えられている。 最高裁判所の主たる目的は、憲法問題について判断することである。 指導原理を規定した憲法38条1項が、国家または司法は、国民生活における全ての制度において社会的、経済的、政治的公正が与えられた社会秩序を維持することで国民の福祉の増進に努めると保障しているとおり、法律が憲法の根幹部分に違反して執行されているときには、行政や立法に対して、できるだけ早い段階で、職権事項について枠組みを示し、又は申立てについて調査することが司法の義務である。
ビームラーオ・アンベードカルは、憲法制定会議における憲法38条1項に関する討論において、当然実施すべきことを強調して次のとおり明言した。
憲法草案に出てくる「努める（strive）」という語は、裁判においては非常に重要です。政府を妨げる状況、あるいは政府の妨げとなる状況がある場合でさえ、これらの指導原理を実行することを意図してこの語を用いており、政府はたとえ困難で都合の悪い状況下においても、常に指導原理の履行に努めなければなりません。それ故に「努める」という語を使ったのです。そうでなければ、政府が状況が悪いから、あるいは財源が足りないから、憲法が求めている指導原理について努力することさえできませんという余地を与えることになってしまうでしょう。

### 任官とコレギウム
憲法に基づき、1982年、1993年、1998年の「Three Judges Cases」の判決で示されたとおり、裁判官は、コレギウム（最高裁判所長官、4人の最先任最高裁判所裁判官、及び被任命者に予定されている最先任の高等裁判所裁判官からなる、非公開の協議体）の推薦に基づいて大統領によって最高裁判所に任官される。 この手続きは、任官手続に関する覚書となっている。
かつては、裁判官は内閣の助言に基づいて大統領によって任命されていた。1993年（Second judges' Case）以降、大臣や行政官は、誰を推薦することもできなくなり、 大統領は、最終的に、裁判官のコレギウムに推薦された候補者リストの中からのみ、任命するようになった。同時に、上記判決が示したとおり、行政官は、推薦者を拒否する権限を与えられた。しかし、行政は、裁判所から推薦された候補者を拒否する権限の行使に消極的であるといわれている。
このコレギウムシステムは、多くの批判にさらされている。2015年には、議会では、コレギウムを廃止して国家裁判官任命委員会（National Judicial Appointments Commission、NJAC）を創設する法律が可決された。この法律は、Fourth judges' Caseにおいて、新制度は、司法の独立を弱体化するものとして、最高裁判所により違憲無効とされた。 従来のコレギウムシステムが復活するにあたり、裁判所は、裁判官の転勤と同様に、任命の資格基準を設定すること、候補者資料を選別してコレギウムを助ける恒久的な事務局、選任方法の透明性を高めること、不服申立て、その他この4項目以外の点について、どのようにコレギウムシステムを改善すべきか一般市民から広く意見を募った。 その結果、裁判所が政府に意見を聞き、コレギウムは、上記の点を組み込んだ手続覚書をまとめた。
2009年、高等裁判所裁判官の任命についての推薦が、その高等裁判所のコレギウムによってなされたところ、最高裁判所において忌避された。その裁判所は、誰が裁判官になるかは事実問題であり、誰であれ質問する権利があるとした。しかし、誰が裁判官になるかは見解の問題であり、質問はできないとされた。ある意見に至るにあたって効果的な協議がコレギウム内で行われる限り、その意見を形成するために事前に提示された内容や資料は、精査するために裁判所で要求することはできない。

### 任期
最高裁判所裁判官は、65歳で退官する。しかし、長官を含む最高裁判所裁判官に関して任期を定めるべきだとする意見が、裁判官から出ている。

### 給与
憲法125条は、最高裁判所裁判官の給与、その他の手当、休暇、年金等の決定を議会に委ねている。しかし、議会はこれらの特権や権利を、任官後に裁判官の不利益に変更することはできない。 最高裁判所裁判官の給与は、官房長官（Cabinet Secretary）と同等の月額250,000ルピーであり、最高裁判所長官の給与は月額280,000ルピーである。

### 宣誓
憲法124条及び別紙3において、最高裁判所長官及び裁判官は、大統領の面前で、宣誓書を作成し、署名しなければならないと定められている。

### 罷免
憲法124条4項の規定により、両院の総議員の過半数かつ、出席議員の3分の2以上の賛成により議会が弾劾を承認したとき、大統領は、不正又は不能が確認された裁判官を罷免することができる。裁判官に対する弾劾手続が始まったことで、少なくとも50人のラージヤ・サバー議員か100人のローク・サバー議員が、judges (inquiry) act,1968に基づいて通知を出している。 その後、裁判官に対する訴追の枠組みを作り、公平な審理を行い、報告書を議会に提出するために、司法委員会が創設された。司法委員会報告が裁判官の不正又は不能を発見したとき、当該裁判官が自発的に辞職しなくても、引き続き議会で罷免の手続が取り上げられる。
有罪と証明された裁判官は、適用される法律に基づいて罰せられ、又は憲法を軽視して宣誓に違反したことに基づく憲法軽視の責任を負う。

### 退任後
最高裁判所裁判官を退任した者は、インドで裁判所だけでなくあらゆる官庁に就職することが禁じられる。

### 再審査請求
憲法137は、最高裁判所が自らの判決を再審査する権限について定めている。この規定により、議会が制定した法律や憲法145条に基づいて制定された規則に従う限り、最高裁判所は、あらゆる判決や命令を覆す権限を有する。
憲法145条に基づく権限により制定されている最高裁判所規則40条に基づき、最高裁判所は、判決や命令も再審査することができるが、民事訴訟法の命令47条の規則1に掲げられた場合を除き、再審査の請求は、民事訴訟上好ましくない。

### 法廷侮辱罪で処罰する権限
憲法129条から142条により、最高裁判所は、最高裁判所を含むあらゆる裁判所に対する侮辱に対して処罰する権限を有している。
2006年5月12日、最高裁判所は、前例のないことであるが、マハーラーシュトラ州の現職大臣であったSwaroop Singh Naik に対し、法廷侮辱の罪により1か月の投獄を命じた。これが、現職大臣が投獄された初の事例であった。

## 規則
インド憲法145条により、最高裁判所は、法廷での訴訟手続を統制するために、必要に応じて（大統領の承認を得て）規則を制定する権限が与えられている。そこで、1950年最高裁判所規則が制定された。1950年規則は、1966年最高裁判所規則により廃止された。2014年、最高裁判所は、1966年規則を廃止し、2014年8月19日から2013年最高裁判所規則を施行すると公表した。

## 候補者名簿制度
最高裁判所は、裁判官への事件の配転について、2018年2月5日から新しい候補者名簿制度に従うことに決めた。新しい制度では、全ての特別抗告（SLP）と、公益、社会正義、選挙、仲裁に関する事件、刑事事件については、最高裁判所長官が扱うことになる。他の、（コレギウムを構成する）先任裁判官は、労働紛争、税務事件、損害賠償事件、消費者事件、海事事件、抵当事件、身分法事件、親族法事件、土地収用事件、会社事件等について担当する。

## 判例集
「Supreme court Reports」は、最高裁判例に関する公式雑誌である。最高裁判所の権限の下、デリーにある政府のController of Publicationsから刊行されている。 さらに、他にも最高裁判例を掲載する有名な雑誌は多くある。重要なのは、SCR（The supreme court Reports）、SCC（supreme court Cases）、 AIR （All India Reporter）、SCALE等である。

## 情報への権利
2010年、最高裁判所は、最高裁判所長官事務局がRTI法の適用対象であり、同法に基づく情報公開の責任を負うとの内容を含むデリー高等裁判所判決について、最高裁判所自身に上訴した。 最高裁判所は、最高裁判所長官事務局を同法の対象にすることに賛成したが、係属中の事件に関する判決は、まだ公表されていない。

## 構内の施設
法律扶助、訴訟費用提供業者、 救急室、歯医者、理学療法施設、病理研究室などがある。訴訟当事者や訪問者は、電車予約窓口、売店、郵便局、UCO銀行の支店と3台のATM、最高裁判所資料館 を使うことができる。

## 重要判例

### 農地改革
ザーミンダールが所有する土地を再分配する州法は、ザーミンダールの基本的権利を侵害するとして、いくつかの裁判所がこれを無効化した後、議会は、1951年の第1次憲法改正から1955年の第4次憲法改正を成立させ、再分配の権限を維持した。最高裁判所は、1967年のGolaknath v. State of Punjab事件 において、これらの改正について、議会は私有財産の条項を含む基本的権利を無効化する権限を有さないとして、これを無効とした。1971年の第25次憲法改正は、市民から基本的権利としての財産に対する市民の権利を奪い、政府に私有財産を奪う権限を与え、ザーミンダールの怒りを生んだ。

### 非常事態（1975年 - 1977年）
インディラ・ガンディーによる1975年から1977年の非常事態の間、司法の独立は、著しく制限された。
受刑者の憲法上の権利は、議会で制定された予防拘禁法により制限された。 ヘイビアス・コーパス事件として知られるShiva Kant Shukla Additional District Magistrate事件では、最高裁判所の5人の最先任裁判官による小法廷は、非常事態下における州の無制限の拘禁権限を肯定する判決を下した。裁判官のA.N. Ray、P. N. Bhagwati、Y. V. Chandrachud及びM.H. Begは、多数意見を表明した。
（非常事態宣言下では、）いかなる人も、ヘイビアス・コーパスや、拘禁命令の合法性に異議を申し立てるいかなる令状や命令のためにも、憲法226条による請願書を高等裁判所に提出する利益を有しない。
唯一の反対意見は、H. R. Khannaから出されたが、彼は次のように述べた。
審理を経ない拘禁は、個人の自由を愛するすべての者にとっての禁忌である。反対意見は、思い悩む法の精神と、後世の判断において、反対意見を出した裁判官が、裁判所が裏切られたと確信している誤りを訂正できるような未来の知性に対して訴えるものである。
反対意見が述べられる前、Khannaは、姉（妹）に「私は自身の判断を用意したが、それにより最高裁判所長官の地位を犠牲にするだろう」と述べたと信じられている。 1977年1月、Khannaは、当時の最先任裁判官であったにもかかわらず解任され、これにより、政府は、最先任裁判官を最高裁判所長官に任命する慣例を破ることになった。Khanaは、この判決によって、インドの法律家の間では今でも伝説的人物となっている。
ニューヨークタイムズは、次のような意見を載せた。「司法の独立の専制的政府に対する降伏は、民主的社会の破壊のほとんど最終段階である。そして、インド最高裁判所の判決は、完全な降伏に近いものとして現れている」
非常事態の時代、政府は首相選挙の司法審査を制限し、議会で設置された組織のみが審査できるようにする第39次憲法改正も行った。 次いで議会は、非常事態で多くの反対者が刑務所に収容されている間に、条約批准に関する憲法改正について、手続問題を除いて裁判所が再審査することを妨げる第42次憲法改正を成立させた。しかし、非常事態の数年後、1980年のMinerva Mills事件において、最高裁判所は第42次改正の絶対性を否定し、自身の権限を再確認した。

### 1980年以降
1977年にインディラ・ガンディーが選挙で負けた後、新しいモラルジー・デーサーイー政権、特に法務大臣のShanti Bhushan（以前、ヘイビアス・コーパス事件において、被拘禁者に賛成していた）は、非常事態を宣言・継続することを難しくする多くの憲法改正を提案し、最高裁判所の多くの権限を復活させた。Kesavananda Bharati v. State of Kerala事件において作られた基本的構造理論は、インディラ・ガンディー事件で強化され、Minerva Mills v. Union of India事件で確立されたといわれている。
主に非常事態時代後の憲法21条（生活と個人の自由）に関する最高裁判所による創造的、拡張的解釈は、公益訴訟という新しい法学をもたらした。それは、無償教育、暮らし、清浄環境、食料、その他の多くの権利を含む多くの重要な（憲法上保障されているが、強制力のない）経済的・社会的権利を強力に促進させた。伝統的には憲法の基本的権利の章で保障されている市民的・政治的権利も拡大され、より強固に守られるようになった。これらの新しい解釈は、多くの重要な問題についての訴訟の道を開いた。

### 2000年以降
2000年以降の重要判例は、Coelho case I.R. Coelho v. State of Tamil Nadu（2007年1月11日判決）である。9人の裁判官の全員一致で基本的構造理論が再確認された。判旨によると、憲法の基本構造を構成すると裁判所が判断した基本的権利の侵害を伴う憲法改正は、その影響と結果に応じて無効とされ得る。判決は、さらに一定の基本的権利に内在する原理に関して、議会の憲法上の権限について明確に制限を課した。Coelho判決は、Kesavananda Bharati事件判決に反して基本的権利を侵害するために憲法を修正できないとして、Golak Nath判決を事実上撤回した。
その他の重要判例は、Ashoka Kumar Thakur v. Union of India事件の5人の裁判官の判決である。この判決では、「特恵層（creamy layer）」基準について2006年中央教育機関（入学条件）法の合憲性が取り上げられた。重要な点は、裁判所は、合衆国最高裁判所が採用する「厳格な審査基準」を採用しなかったということである。その一方で、裁判所は、Anuj Garg v. Hotel Association of India (2007)事件においては、厳格な審査基準を適用した。

#### 2G spectrum事件
最高裁判所は、周波数の割り当ては、違憲で恣意的であると判示し、2G事件で訴えられた中心人物であるA. Raja（通信IT担当大臣）の任期中の2008年に発行された122の全てのライセンスを無効とした。

#### ブラックマンデー
政府は、約18人のインド人がLGTリヒテンシュタイン銀行に保有している口座の詳細を開示することを拒否し、B Sudershan ReddyとS S Nijjarで構成される法廷からの鋭い反応を引き起こした。法廷は、特別調査チーム（SIT）に調査を命じた。 熱意の欠如が、裁判所に特別調査チーム（SIT）を発足させた。

#### マイノリティ・リザベーション
最高裁判所は、「その他後進諸階層（OBC）」にあるマイノリティの27％の留保枠から4.5％抑えるとしたアーンドラ・プラデーシュ高等裁判所判決を破棄した。

#### 海外在住者のオンライン・郵送投票
最高裁判所長官アルタマス・カビールを含む3人の法廷は、海外在住のインド市民のためのオンラインまたは郵送での投票を求める在外インド人団体から訴えられた公益訴訟において、中央選挙管理委員会に対して通達を発した。

#### T. S. R. Subramanian vs. Union of India事件
T.S.R. Subramanian vs Union of India事件では、最高裁判所小法廷は、次のように定めた。
- インド高等行政官（IAS）公務員、全インド公務職（AIS）公務員、その他の公務員は、口頭指示は「信頼性を損ねる」ので従う必要はない。[64][65][66][67]
- 国の官房長官や州の主席次官が長を務めるCivil Services Board（CSB）は、全インド公務職の公務員の異動や任命を推薦するようになっている。[68][69][70][71]
- Bグループの公務員の異動は、部局長（Head of Department）によってなされる。[72][73]
- 首席大臣（Chief Minister）を除く州の大臣は、公務員の異動や任命に干渉しない。[72][73]

これらの決定は、大半は積極的に受け入れられ、「大改革」とよばれた。

#### トランスジェンダーを「第三の性」として法的に承認
2014年4月、K. S. Radhakrishnanは、National Legal Services Authority v. Union of India事件において、トランスジェンダーをインド法における「第三の性」と判示した。 判旨は次のとおりである。
我々の社会は、トランスジェンダーの人々が経験するトラウマや苦痛を理解し、または理解したいと思うことも、特に自らの生物学的性別を拒絶するトランスジェンダーの人々の生まれながらの感情を正しく理解することもめったにない。我々の社会は、しばしば、トランスジェンダーの人々を嘲笑、侮辱し、駅やバス停、学校、職場、モール、映画館、病院などの公共の場で、彼らは脇に追いやられ、触れてはならない存在として扱われる。そして、モラルの欠如は、社会が、異なる性自認や性表現（gender expression）を包含することを好まないという、変えなければならない心的態度の中にある、という事実を忘れている。
Radhakrishnanは、トランスジェンダーの人は、法の下では、一貫して他のマイノリティと一緒に扱われるべきであり、彼らが、仕事、健康管理、教育にアクセスできるようにしなければならないと述べた。 彼は、この問題を人権問題と捉え、「トランスジェンダーの人々は、数はわずかであるが、彼らは人間であり、したがって、彼らの人権を享受するあらゆる権利を有している。」と述べ、次のように結論付けた。
1. ヒジュラーと宦官は、性別二元制に関わらず、憲法3章並びに国会及び州議会が制定した法律に定められた彼らの権利を保護するために「第三の性」として扱われる。
2. トランスジェンダーの人が自認する性を決める権利も守られ、国及び州政府は、彼らのジェンダー・アイデンティティに対し、男性、女性又は第三の性と同様に、法的承認を与えるよう指示される。

#### 35,000人以上の公務員救済
B.Prabhakara Rao vs. State of A.P.は、州、公共部門、国策機関、教育機関、Tirumala Tirupati Devasthanams（TTD）における35,000人以上の公務員の退職年齢を58歳から55歳まで即時に引き下げた。彼らは、最高裁判所の第一次訴訟で敗訴した。間違いを知り、新しい法律の恩恵は既に退職年齢を引き下げられた人にまで及ばないという条件で、退職年齢を元の58歳に戻す新しい立法がなされた。この法律に対する異議の中で、Subodh Markandeyaは、必要なのは、「not」という文言を消すことだけであると主張した。彼の主張は最高裁判所に支持され、35,000人以上の公務員を救済した。

## 批判

### 汚職
2008年、最高裁判所は、裁判所高官の汚職に関する深刻な申立て、納税者の費用での贅沢な休暇、裁判官の資産の詳細公開の拒否、任官の秘密性、情報への権利に関する法律に基づく情報公開の拒否 といったことから、いくつかの論争に巻き込まれた。最高裁判所長官のK. G. Balakrishnanは、自身の職について、公務員ではなく憲法の権威に基づくものであると述べたことにより、多くの批判を引き起こした。 彼は後に、この見解を撤回した。 裁判所は、自らの職務の処理での失敗について元大統領のプラティバ・パティルとアブドゥル・カラームから深刻な批判を受けた。 元首相のマンモハン・シンは、汚職は、裁判所が直面する重大な課題のひとつであると述べ、この脅威を根絶する緊急の必要性があると提案した。
官房長官は、最高裁判所長官を長とする国家司法委員会を設置するために、the judges Inquiry (Amendment) Bill 2008を議会に提出した。この委員会は、高等裁判所及び最高裁判所の裁判官による汚職及び職権濫用の申立てを調査する。

### 未決事件
最高裁判所新聞によると、2011年末時点において最高裁判所で未決になっている事件が58,519件あり、そのうち37,385を除いて1年以上が未決であった。関連事件を除いても33,892件の未決事件があった。 2017年11月1日時点の未決事件は55,259件で、32,160件の自白事件と23,099件の通常審問事件が含まれている。 2014年5月、元最高裁判所長官のR.M. Lodhaは、未決事件を減らすために、裁判所の業務を、特に高等裁判所で長期休暇がある現行の制度に代えて、通年にするよう提案した。この提案によって裁判官の業務日数及び業務時間は増加するのではなく、裁判官の選択により、裁判官ごとに異なる時期に休暇を取得することを意味する。しかし、インド法曹協議会は、主に弁護士が通年で働かなければならなくなって不便になるという理由でこの提案を拒否した。 さらに、民事訴訟法で規定されている様々な時間枠も、裁判所に対して無制限に事件を延期する権利を与えた最高裁判所判決によって薄められている。

### 法の支配
最高裁判所は、2014年4月以降（3年以上）、憲法に規定された手続を経ずに議会で制定され、憲法の基本構造理論における基礎を害すると主張されている2014年アーンドラ・プラデーシュ州再編法の正当性に異議を唱える、多くの未決事件の審理を取り上げなかった。 憲法の基礎は、国民の尊厳と自由であり、これは最も重要で、議会が制定したいかなる法律によっても破壊されないものである。 一方、最高裁判所と高等裁判所の裁判官の任命のために国家裁判官任命委員会を設置することを定めた2014年12月31日付第99次憲法改正の正当性を調査するための公正な審理が最優先で行われ、最高裁判所は、2015年10月16日、この憲法改正は司法の独立に抵触すると述べて違憲で権限踰越のため無効とする判決を出した。 2014年アーンドラ・プラデーシュ州再編法に対する様々な申立ての処理も、インド国民の大部分の基本的権利と憲法の基本的構造の一部である憲法における連邦制の特性を疎かにするものであり、同じく重要である。最高裁判所は、この事件を全体として取り上げず、新しく作られたテランガーナ州とアーンドラ・プラデーシュ州間の資産の分配に関する申立てを処理する判断を下すという断片的な処理を行ったことで、貴重な時間を浪費している。 最高裁判所はまた、川の水の分配と高等裁判所の分岐についての州からの申立てに対して、これらの問題の根本的な原因である2014年アーンドラ・プラデーシュ州再編法の正当性に異議を唱える先の未決の申立てを考慮せずに、断片的な処理をしている。 憲法が用意した抑制と均衡の下では、議会や行政と結託することなく、それらによる憲法の悪用を正し、可及的速やかに法の支配を確立することや、法の支配は脇に置かれて国民の一部が差別されているという人々の認識を排除することが司法と最高裁判所の義務である。

### 4人の裁判官対最高裁判所長官
2018年1月12日、最高裁判所の先任裁判官であるジャスティ・チェラミスワル、ランジャン・ゴゴイ、マダン・B・ロクール及びクルアーン・ジョセフの4人は、記者会見で、最高裁判所長官であるディパック・ミスラの運営方法や裁判官の間の事件の配転方法に対する批判を語った。しかし、Misraに近い人は、事件の配転は不公平だとする主張を否定した。 2018年4月20日、8つの野党は、71人の議員が署名をしたディパック・ミスラの弾劾を求める申立書をベンカイア・ナイドゥ副大統領に提出した。 2018年4月23日、この申立ては、主に、不服が運営に関するものであって不正行為に関するものでないこと、さらに、弾劾は、憲法上保障された司法の独立に対する重大な干渉であるという理由に基づき、ベンカイア・ナイドゥ副大統領によって却下された。